# Nectamia bandanensis
Nectamia bandanensis är en fiskart som först beskrevs av Bleeker, 1854.  Nectamia bandanensis ingår i släktet Nectamia och familjen Apogonidae. Inga underarter finns listade i Catalogue of Life.